# چشمه رعنا
چشمه رعنا روستایی است در شهرستان اقلید استان فارس ایران.
در لغت نامه دهخدا چنین آمده است: چَشمه رَعنا (کُردشوُل) روستایی ست از دهستان خُنگِشت،(خونگِشت) (خنجشت) بخش مرکزی شهرستان اقلید که در ۹۲ هزار گزی جنوب خاور اقلید و در جنوب باختری دریاچه کافتر واقع است دامنه‌ای است سردسیر که ۷۵ تن سکنه دارد. آبش از چشمه. محصولش غلات و حبوبات. شغل اهالی زراعت و قالی‌بافی و راهش فرعی است. 
اکنون چشمه رعنا روستایی است از توابع شهرستان اقلید استان فارس با ارتفاع ۲۴۰۰ متر از سطح دریای آزاد، که با فاصله ۶۵ کیلومتر از مرکز شهرستان در جنوب شرقی اقلید واقع شده است. دارای راه آسفالتهٔ مناسب، برق، خانهٔ بهداشت، درمانگاه و آب آشامیدنی بهداشتی و گاز است. جمعیت این روستا در سال ۱۳۹۰ در حدود ۲۲۵۵ نفر می‌باشد. از این تعداد ۱۰۹۹ نفر مرد ۱۱۵۶ نفر زن می‌باشند که در قالب ۵۷۴ خانوار در روستا ساکن می باشند. تمامی سکنه روستا شیعه دوازده‌امامی می‌باشند.
۸۰ درصد جمعیت روستا باسواد است. این روستا دارای مدرسه ابتدایی، راهنمایی و دبیرستان می‌باشد.
شغل اکثریت مردم کشاورزی توأم با دامداری است. زمین‌های قابل کشت روستا حدود ۱۲ تا ۱۵ هزار هکتار است. در تابستان هوای آن معتدل و خنک است. وضع بارش نسبتاً مناسبی را دارا می‌باشد.
بیشتر اهالی این روستا از طایفه کردشولی هستند.